# 磐井の乱
磐井の乱（いわいのらん）は、527年（継体天皇21年）に朝鮮半島南部へ出兵しようとした近江毛野率いる大和朝廷軍の進軍を筑紫君磐井（『日本書紀』は筑紫国造だったとする）が妨害し、翌528年（継体天皇22年）11月、物部麁鹿火によって鎮圧された反乱、または王権間の戦争。
磐井の乱に関する文献史料は、ほぼ『日本書紀』に限られているが、『筑後国風土記』逸文（「釈日本紀」巻13所引）や『古事記』（継体天皇段）、『国造本紀』（「先代旧事本紀」巻10）にも簡潔な記録が残っている。
なお、『筑後国風土記』には「官軍が急に襲撃してきた」となっており、また『古事記』には「磐井が天皇の命に従わず無礼が多かったので殺した」とだけしか書かれていないなど、反乱を思わせる記述がないため、『日本書紀』の記述はかなり潤色されているとしてその全てを史実と見るのを疑問視する研究者もいる。

## 各史書による乱の経緯

### 『日本書紀』による、磐井の乱の経緯
527年（継体天皇21年）6月3日、大和朝廷の近江毛野は6万人の兵を率いて、新羅に奪われた南加羅・喙己呑を回復するため、任那へ向かって出発した（いずれも朝鮮半島南部の諸国）。この計画を知った新羅は、筑紫（九州地方北部）の筑紫国造磐井へ贈賄し、大和朝廷軍の妨害を要請した。
磐井は挙兵し、火の国（肥前国・肥後国）と豊の国（豊前国・豊後国）を制圧するとともに、倭国と朝鮮半島とを結ぶ海路を封鎖して朝鮮半島諸国からの朝貢船を誘い込み、近江毛野軍の進軍をはばんで交戦した。このとき磐井は近江毛野に「お前とは同じ釜の飯を食った仲だ。お前などの指示には従わない。」と言ったとされている。大和朝廷では平定軍の派遣について協議し、継体天皇が大伴大連金村・物部大連麁鹿火・許勢大臣男人らに将軍の人選を諮問したところ、物部麁鹿火が推挙され、同年8月1日、麁鹿火が将軍に任命され、天皇から筑紫以西の統治を委任された。
528年11月11日、磐井軍と大将軍の麁鹿火率いる大和朝廷軍が、筑紫三井郡（現福岡県小郡市・三井郡付近）にて交戦し、激しい戦闘の結果、磐井軍は敗北した。日本書紀によると、このとき磐井は物部麁鹿火に斬られたとされている。同年12月、磐井の子、筑紫葛子は連座から逃れるため、糟屋（現福岡県糟屋郡付近）の屯倉を大和朝廷へ献上し、死罪を免ぜられた。
乱後の529年3月、大和朝廷（倭国）は再び近江毛野を任那の安羅へ派遣し、新羅との領土交渉を行わせている。

### 『古事記』（継体天皇段）による、磐井の乱の経緯
この御世、竺紫君石井（筑紫君磐井）、天皇の命に従はず、無礼多し。故に、物部荒甲（物部麁鹿火）之大連、大伴金村連の二人を遣して、石井を殺しき。
(この御世に、竺紫君石井が天皇の命に従わず、無礼が多くあった。そこで物部荒甲之大連と大伴金村連の二人を遣して、石井を殺した。)

### 『筑後国風土記』逸文による、磐井の乱の経緯
雄大迹天皇の世にあたりて、筑紫君磐井、豪強暴虐にして、皇風に従はず。
生けりし時、預めこの墓を造る。
にわかにして官軍動発りて、襲たむとする間に、勢いの勝たざるを知りて、独り豊前国上膳県に遁れて、南山の峻しき嶺の曲に終はりき。
是に於いて官軍、追ひ尋ぎて跡を失ふ。士の怒り止まず、石人の手を撃ち折り、石馬の頭を打ち堕とす。
（雄大迹天皇（継体天皇）の御世に当たって、筑紫君磐井が豪強暴虐にして、天皇に従わなかった。
生前のうちに、あらかじめこの墓を造った。
急に官軍が動員され襲撃した時に、勢いを見て勝てないことを悟って、独りで豊前国上膳県に隠れて、南山の険しい嶺の隅で亡くなった。
ここにおいて官軍は、磐井を見失った。
兵士の怒りは止まず、石人の手を撃ち折り、石馬の頭を打ち落とした。)

### 朝鮮半島側の磐井の乱に関する記事
「三国史記」「三国遺事」といった朝鮮半島側の資料には、磐井の乱の記事は全く存在せず、新羅が磐井に賄賂を送ったとする証拠は見当たらない。

### 備考
『国造本紀』には磐井と新羅の関係を示唆する記述がある。

## 考証
磐井の乱が古代の重要事件として注目されるようになったのは、1950年代前半のことである。当時、林屋辰三郎・藤間生大・門脇禎二らは、磐井の乱について、大和朝廷による朝鮮出兵が再三に渡ったため九州地方に負担が重なり、その不満が具現化したものと位置づけた。
これに対し、『日本書紀』に記す磐井の乱は潤色されたものであり、実際は『古事記』に記す程度の小事件だったとする主張が、1960年代に入ってから坂本太郎・三品彰英らから出された。ただしそれらの主張は磐井の乱が持つ意義を否定するものではなかったことと、乱の意義に着目した研究が続けられた結果、磐井の乱を古代史の重要事件と位置づける見方が通説となった。
1970年代半ばになると、継体期前後に国家形成が進展し、大和朝廷が各地域の政治勢力を併合していく過程の中で、磐井の乱が発生したとする研究が鬼頭清明・山尾幸久・吉田晶らによって相次いで発表された。従前、磐井の乱は地方豪族による中央政権への反乱だと考えられていたが、これらの研究は古代国家の形成という点に着目し、乱当時はすでに統一的な中央政権が存在していた訳ではなく、磐井が独自の地域国家を確立しようとしたところ、国土統一を企図するヤマト王権との衝突、すなわち磐井の乱が起こったとした。
1978年に埼玉県の稲荷山古墳から出土した金錯銘鉄剣の発見により、統一的な中央政権の形成時期を5世紀後半までさかのぼらせる議論が有力となっていくと、磐井の乱の意義・位置づけもまた再検討が加えられるようになった。朝鮮半島との関係に着目し、大和朝廷・百済の間で成立した連合に対し、磐井が新羅との連合を通じて自立を図ったとする意見、磐井の乱を継体王朝の動揺の表れとする意見、むしろ継体王朝による地方支配の強化とする意見など、磐井の乱に対する見方は必ずしも一致していない。

### 磐井の乱は本当に「反乱」だったのか？
磐井の乱が本当に「反乱」だったのかという点については、『日本書紀』の史観によってみるならば、確かに反乱といって良い。
磐井が筑紫国造という地位にあるからである。
ヤマト政権下で地方統治を任されたのが国造であり、その地位にある磐井が、新羅に通じ、ヤマト政権に反抗したのであるから、まぎれのない反乱といえる。
だが、国造制の成立をいつと考えるかで、磐井の乱の性格は全く違ったものになってくる。
例えば、五世紀後半ごろから施行されていったとする説に従うならば、六世紀前半の段階で磐井が筑紫国造であったと考えることに問題はない。
しかし、最近言われ出した七世紀前半ごろに整備された制度とするならば、磐井は六世紀前半には国造ではなく、九州北部を拠点にしていた地方豪族ということになる。
（『日本書紀』では「筑紫国造磐井」と記しているが、『古事記』、『筑後国風土記』は「竺紫君石井」や「筑紫君磐井」としており、ヤマト政権に従属した国造ではなく独立した地方豪族としている。新羅が筑紫国造磐井に賄賂を送って、ヤマト政権に反乱を起こしたというのは『日本書紀』のみが伝える所伝であって、『古事記』、『筑後国風土記』、『三国史記』などの史書からは、ヤマト政権が筑紫君磐井に先制攻撃を仕掛けて征服したことが読み取れる。）
つまり、九州の北部を中心に勢力を張り、玄界灘の海上権を支配していた豪族である。
ヤマト政権としてみれば、朝鮮半島へのルートとして、九州北部は重要であり、支配下に置くことが出来ない場合には、その地域の豪族たちとの友好関係は不可欠のものであった。
このような友好関係で結ばれていたのが磐井とヤマト政権の実態だとすると、磐井がヤマト政権と対抗するため新羅と手を結んだとしても、それは畿内と九州の氏族がそれぞれの国家形成を目指す戦争であって、反乱とはいえなくなってくるのである。

## 磐井の乱を扱った作品

### テレビ番組
題名：英雄たちの選択「スカウトされた大王～地方出身！継体天皇の実像～」
時間：60分（カラー）
放映：2020年4月22日午後8:00～9:00　BSプレミアム/2020年4月29日午前8:00～9:00　BSプレミアム
出演：磯田道史　ほか

### アニメ作品
平成25年度日本郵政年賀寄付金の助成を受け、NPO法人科学映像館で磐井の乱のアニメーション作品が配信された。乱の経緯を磐井側から描いている。
題名：筑紫の磐井
時間：30分（カラー）
製作：全国農村映画協会，（株）イージー・フィルム
協力：（株）ぷろだくしょんバオバブ
企画：福岡県八女市
監修：福岡県八女市教育委員会
出演：筑紫の磐井　：銀河万丈
　　　葛子　　　　：松本保典
　　　咲花姫　　　：横尾まり
　　　新羅人技師　：堀内賢雄
　　　物部麁鹿火　：笹岡繁蔵
　　　大伴金村　　：西村知道
　　　男大迹王　　：藤本譲
　　　近江毛野　　：大滝進矢
　　　許勢男人　　：喜多川拓郎
　　　船員　　　　：中博史
　　　ナレーション：山本博子
スタッフ：
　　　プロデューサー　　　：山岸豊吉
　　　監督・脚本　　　　　：萩原敬司
　　　キャラクターデザイン：本多敏行
　　　美術設定　　　　　　：千葉秀雄
　　　アニメーション原画　：村上勉
　　　アニメーション動画　：鈴野貴一，照屋裕子，豊里勝彦
　　　セルワーク・色指定　：照屋美和子
　　　動画チェック　　　　：金子光隆
　　　背景　　　　　　　　：藤田勉（スタジオWHO）
　　　撮影　　　　　　　　：小山信夫
　　　編集　　　　　　　　：鶴渕允寿
　　　音響演出　　　　　　：田中秀行
　　　音響制作　　　　　　：大平紀義（E&Mプランニングセンター）
　　　効果　　　　　　　　：伊藤道広（E&M）
　　　選曲　　　　　　　　：栗林秀年（クリプロ）
　　　録音　　　　　　　　：（株）アバコ・クリエイティブ・スタジオ
　　　現像　　　　　　　　：IMAGICA
　　　タイトル　　　　　　：アズスタッフ，青木正人，佐伯仁士
　　　制作進行　　　　　　：小海雄司